# Haplochromis vonlinnei
Haplochromis vonlinnei is een baarsachtige uit de familie van de cichliden (Cichlidae). De soort is alleen bekend van de Tanzaniaanse kant van het Victoriameer. 
De vis wordt maximaal 15,9 centimeter lang.
De soort is beschreven in een special van Zoologische Mededelingen, uitgegeven door Naturalis, die op 1 januari 2008 verscheen ter ere van het 250-jarig bestaan van de zoölogische nomenclatuur. Op 1 januari 1758 verscheen namelijk de tiende editie van Systema naturae van Carl Linnaeus. De soortaanduiding vonlinnei verwijst naar Linnaeus ("von Linné").